# Nam Sung-yong
Nam Sung-yong (23 de novembro de 1912 - 20 de fevereiro de 2001) foi um atleta olímpico coreano que ganhou a medalha de bronze na maratona nos Jogos Olímpicos de Verão de 1936, completando a corrida em 2 horas, 31 minutos e 42 segundos.
Ele nasceu em Junten (Suncheon), Coreia do Japão e recebeu educação superior no Japão. Como o medalhista de ouro Sohn Kee-chung, Nam Sung-yong usou a pronúncia japonesa de seu nome, Nan Shōryū, já que a Coreia era então uma parte do Império Japonês. Após as Olimpíadas, Nam Sung-yong trabalhou na Associação Esportiva Coreana com Sohn Kee-chung.